# Lea Franušić
Lea Franušić (n. 7 septembrie 2000, Dubrovnik, cantonul Dubrovnik-Neretva, Croația) este o handbalistă din Croația care evoluează pe postul de intermediar dreapta pentru clubul românesc CSM Iași 2020 și echipa națională a Croației.

## Palmares
- Liga Campionilor:
  - Play-off: 2021
  - Grupe: 2019, 2020, 2022
  - Calificări: 2017, 2018

- Liga Europeană:
  - Sfertfinalistă: 2024
  - Grupe: 2023

- Cupa EHF:
  - Semifinalistă: 2020
  - Sfertfinalistă: 2019
  - Turul 3: 2017, 2018

- Campionatul Croației:
  -  Câștigătoare: 2016, 2017, 2018, 2019, 2021, 2024
  -  Medalie de argint: 2022, 2023

- Cupa Croației:
  -  Câștigătoare: 2016, 2017, 2019, 2022, 2023, 2024
  -  Finalistă: 2018, 2021